# Отто Шурі
Отто Шурі (нім. Otto Schury; 22 жовтня 1903, Мюнхен — 11 грудня 1979, Бранненбург) — німецький воєначальник, генерал-майор вермахту. Кавалер Лицарського хреста Залізного хреста з дубовим листям.

## Біографія
Син поштового службовця Отто Шурі та його дружини Елізабет, уродженої Мідрайх. 1 квітня 1924 року вступив в поліцію. 15 жовтня 1935 року перейшов в гірські частини вермахту. З 7 березня 1936 року — командир 2-ї роти 100-го гірського полку (з 1938 року — у складі 1-ї гірської дивізії). Учасник Польської та Французької кампаній. З кінця 1940 року — командир 2-го батальйону свого полку, з яким взяв участь у Балканській кампанії та боях на Криті. З 23 червня 1941 року — командир 3-го батальйону свого полку. Учасник Німецько-радянської війни. З 1 жовтня 1942 року — командир 229-го єгерського полку 101-ї єгерської дивізії. Учасник боїв на Кавказі, потім відзначився у боях під Львовом. З 7 лютого 1945 року — командир 100-ї єгерської дивізії. 9 травня 1945 року взятий в полон радянськими військами в Чехословаччині. 6 червня 1950 року військовим трибуналом засуджений до 25 років таборів. 8 жовтня 1955 року переданий владі ФРН і звільнений.

## Сім'я
23 серпня 1933 року одружився з Марією Зейфферт. В пари народились дочка (1924) і 4 сини (1936, 1938, 1942, 1944).

## Звання
- Лейтенант поліції (16 грудня 1928)
- Оберлейтенант поліції (1 березня 1933)
- Оберлейтенант (1 серпня 1935)
- Гауптман (1 січня 1936)
- Майор (1 березня 1941)
- Оберстлейтенант (30 листопада 1942)
- Оберст (1 червня 1943)
- Генерал-майор (1 квітня 1945)

## Біографія
- Сілезький Орел 2-го ступеня
- Орден крові
- Медаль «За вислугу років у Вермахті» 4-го і 3-го класу (12 років; 2 жовтня 1936)
- Медаль «У пам'ять 13 березня 1938 року»
- Залізний хрест
  - 2-го класу (20 вересня 1939)
  - 1-го класу (23 лютого 1940)
- Лицарський хрест Залізного хреста з дубовим листям
  - лицарський хрест (17 липня 1941)
  - дубове листя (№ 592; 21 вересня 1944)
- Штурмовий піхотний знак в сріблі (1 листопада 1941)
- Медаль «За зимову кампанію на Сході 1941/42» (19 вересня 1942)
- Нарукавна стрічка «Крит» (31 грудня 1942)
- Німецький хрест в золоті (10 травня 1943)
- Нагрудний знак «За поранення» в чорному (30 травня 1943)
- Відзначений у Вермахтберіхт
  - «У боях на Східному фронті добре зарекомендували себе вестфальська 371-ша піхотна дивізія під командуванням генерал-лейтенанта Нігоффа та 229-й піхотний полк під командуванням оберста Шурі.» (11 серпня 1944)